# Economía de San Marino

## Moneda
San Marino no tiene moneda propia. Se usaba la lira de San Marino convertible a la lira italiana antes de que desapareciera. Desde el 1 de enero de 2002 se emplea el Euro.

## Datos macroeconómicos
PIB (Producto Interior Bruto)
860 millones de dólares estadounidenses (convertidos según Paridad del poder de compra). Año 2000
935,8 millones de € (Tipo conversión: 1 dólar = 1,0882 € al 30/01/01)

PIB "per capita"
32 000 dólares estadounidenses (convertidos según Paridad del poder de compra). Año 2000
34 822,4 € (tipo de conversión: 1 dólar = 1,0882 € al 30/01/01)

Distribución del PIB por sectores
Sector Primario: 0,1% del PIB.
Sector Secundario: 46,5% del PIB.
Sector Terciario: 53,4% del PIB.
Crecimiento PIB estimado
4,3% (2007)

Tasa de inflación
-3.5% (estimaciones 2008)

## Balanza comercial
El comercio de San Marino, está basado principalmente en el área turística. Con más de 15 millones de personas, repartidas en todo el año, San Marino recibe más de 2000 MM de dólares que son invertidos en el área social y económica como parte de la política social-demócrata. 
Importaciones
3744 Billones € (2007)

Exportaciones
4628 Billones € (2007)

Saldo (Exportaciones-Importaciones)
+884 Billones € (2007)

## Datos económicos de la población
Población ocupada
18.500 aprox. (2000)

Población ocupada por sectores
Servicios: 62,2%
Industria: 37,7%
Agricultura: 0,1% 
(Estimaciones 2008) 

Tasa de paro
3,1% (2008)
Población bajo el umbral de la pobreza
(No hay datos)

## Finanzas Públicas
Ingresos: 690,6 Millones € (2006)
Gastos: 652,9 Millones € (2006)
Superávit: 37,7 Millones €.